# Return to the Planet of the Apes
Return to the Planet of the Apes (Brasil: De Volta ao Planeta dos Macacos) é uma série de desenho animado, criado pelos estúdios DePatie-Freleng Enterprises em associação com a 20th Century Fox Television. Estreou nos EUA em 6 de setembro de 1975.
Versão animada do romance La planète des singes, de Pierre Boulle, e da série cinematográfica adaptada iniciada com "Planeta dos Macacos", com Charlton Heston. Conta a história de astronautas que avançam no tempo para um futuro onde os humanos são domesticados e os macacos governam o mundo. Diferentemente dos filmes e da série live-action de 1974, a sociedade de macacos do desenho é mais avançada, com tecnologia similar à dos humanos, com automóveis, televisão e filmes. Esta concepção é mais próxima ao livro de Boulle que as outras adaptações, nas quais os macacos viviam numa sociedade mais rudimentar.
O animador e quadrinista Doug Wildey, criador de Jonny Quest, atuou como diretor e coprodutor da série.

## Enredo
Assim como nos filmes e na série live-action, Return to the Planet of the Apes envolveu um punhado de astronautas da Terra que foram lançados no futuro e se viram presos em um mundo habitado por macacos avançados e humanos primitivos. Ao longo dos treze episódios, os astronautas tentaram manter-se um passo à frente dos macacos, ao mesmo tempo em que tentavam entender o que havia acontecido. Além disso, eles fizeram o possível para proteger a população humana dos macacos.
Cada episódio foi auto-suficiente até certo ponto. Os pedações da história entraram e saíram, com personagens e enredos de episódios anteriores aparecendo nos posteriores. Para que a série faça algum sentido, os episódios precisam ser assistidos na ordem.
A série animada se encaixa cronologicamente com o resto do universo dos macacos. Ele empresta personagens e elementos do cinema, da série de TV e do romance original. O general Urko é emprestado da série de TV. Junto com Zaius, Zira e Cornelius, Brent (renomeado aqui como Ron Brent) e Nova são da série de filmes. Krador e os Underdwellers da série animada são vagamente baseados nos mutantes de Beneath the Planet of the Apes e Battle for the Planet of the Apes.

Tal como acontece com a série de televisão live action, a série animada foi concluída antes da resolução do enredo, e não tem como saber se os astronautas são capazes de retornar ao seu próprio período de tempo. Mas a série animada de outra forma oferece uma conclusão. O doutor Zaius, ao reconhecer a ameaça de uma derrubada militar do general Urko, assegura que está dispensado do comando. Além disso, Cornelius e Zira, ao reconhecerem que a sociedade símia foi estabelecida muito depois da deterioração da sociedade humana, acreditavam que era a hora certa para os humanos terem direitos iguais aos dos macacos e pretendiam apresentar sua proposta ao Senado.
Os personagens da série animada frequentemente mencionam macacos proeminentes notadamente chamados de figuras históricas humanas inserindo apropriadamente a palavra "macaco" em seu nome. Um exemplo notável é "William Apespeare", um análogo símio de William Shakespeare. Outra cena mostra Dois soldados símios conversando sobre um novo filme chamado The Apefather, um aparente análogo de O Poderoso Chefão (ao contrário das séries e filmes live-action, a sociedade dos macacos é apresentada como sendo tecnologicamente avançada - como no romance - e não agrária).

## Lista de episódios
Nomes originais (em inglês)
1. Flames Of Doom
2. Escape From Ape City
3. The Unearthly Prophecy
4. Tunnel Of Fear
5. Lagoon Of Peril
6. Terror On Ice Mountain
7. River Of Flames
8. Screaming Wings
9. Trail To The Unknown
10. Attack From The Clouds
11. Mission Of Mercy
12. Invasion Of The Underdwellers
13. Battle Of The Titans

## Dubladores

### No Brasil[1][2]
Estúdio de dublagem: Technisom- Rio de Janeiro
- Humanos:
  - Bill "Olhos Azuis" Hudson- Márcio Seixas
  - Jeff Carter- André Filho
  - Judy Franklin- Juraciara Diácovo
  - Nova- Anilza Leoni
- Macacos:
  - Dr. Ceasar- Alfredo Martins/ Pádua Moreira
  - Dra. Zira- Miriam Teresa
  - General Urko- Jorgeh Ramos
  - Dr. Zaius- Pietro Mário